# Io sono l'amore
Io sono l'amore is een Italiaanse dramafilm uit 2009 onder regie van Luca Guadagnino.

## Verhaal
Een Italiaans patriciërsgeslacht komt samen in een landhuis in Milaan voor de verjaardag van de pater familias. Daar stelt kleinzoon Edoardo hem zijn verloofde voor. Zijn zus Elisabetta geeft haar grootvader een schilderij cadeau. Plots staat er een vreemdeling voor de deur, die Edoardo van zijn titel beroofde in een race. Als de pater familias een bedrijfsovername aankondigt, komen er barsten in de façade van de deftige familie.

## Rolverdeling
| Acteur               | Personage          |
| -------------------- | ------------------ |
| Tilda Swinton        | Emma Recchi        |
| Pippo Delbono        | Tancredi Recchi    |
| Flavio Parenti       | Edoardo Recchi jr. |
| Alba Rohrwacher      | Elisabetta Recchi  |
| Diane Fleri          | Eva Ugolini        |
| Maria Paiato         | Ida Marangon       |
| Edoardo Gabbriellini | Antonio Biscaglia  |
| Waris Ahluwalia      | Kubelkian          |
| Gabriele Ferzetti    | Edoardo Recchi sr. |
| Marisa Berenson      | Allegra Recchi     |